# Timandra inturbata
Timandra inturbata là một loài bướm đêm trong họ Geometridae.